# Freestyle ai XXIV Giochi olimpici invernali - Big air maschile
La gara di big air maschile di freestyle dei XXIII Giochi olimpici invernali di Pechino si è svolta dal 7 al 9 febbraio 2022 al Big Air Shougang di Pechino.
Il norvegese Birk Ruud ha vinto la medaglia d'oro, davanti allo statunitense Colby Stevenson e allo svedese Henrik Harlaut.

## Risultati

### Qualificazione
| Pos. | Bib | Ordine | Nome               | Nazione       | Run 1 | Run 2 | Run 3 | Totale | Note |
| ---- | --- | ------ | ------------------ | ------------- | ----- | ----- | ----- | ------ | ---- |
| 1    | 5   | 4      | Birk Ruud          | Norvegia      | 94.50 | 50.50 | 93.25 | 187.75 | Q    |
| 2    | 3   | 1      | Alexander Hall     | Stati Uniti   | 87.00 | 90.75 | 89.50 | 180.25 | Q    |
| 3    | 8   | 7      | Oliwer Magnusson   | Svezia        | 88.00 | 89.25 | 84.00 | 177.25 | Q    |
| 4    | 19  | 17     | Henrik Harlaut     | Svezia        | 93.00 | 83.50 | 42.00 | 176.50 | Q    |
| 5    | 4   | 2      | Colby Stevenson    | Stati Uniti   | 83.75 | 90.50 | 56.00 | 174.25 | Q    |
| 6    | 17  | 29     | Christian Nummedal | Norvegia      | 92.25 | 77.25 | 79.25 | 171.50 | Q    |
| 7    | 24  | 22     | Tormod Frostad     | Norvegia      | 90.00 | 81.25 | 42.00 | 171.25 | Q    |
| 8    | 6   | 25     | Mac Forehand       | Stati Uniti   | 77.75 | 92.00 | 79.00 | 171.00 | Q    |
| 9    | 25  | 26     | Javier Lliso       | Spagna        | 90.25 | 80.50 | 79.50 | 170.75 | Q    |
| 10   | 30  | 16     | Leonardo Donaggio  | Italia        | 90.25 | 70.25 | 80.25 | 170.50 | Q    |
| 11   | 20  | 30     | Evan McEachran     | Canada        | 81.75 | 88.50 | 39.75 | 170.25 | Q    |
| 12   | 13  | 24     | Jesper Tjäder      | Svezia        | 34.75 | 91.75 | 78.25 | 170.00 | Q    |
| 13   | 15  | 21     | Édouard Therriault | Canada        | 83.50 | 42.00 | 84.50 | 168.00 |      |
| 14   | 2   | 3      | Andri Ragettli     | Svizzera      | 89.75 | 78.00 | 20.75 | 167.75 |      |
| 15   | 7   | 14     | Antoine Adelisse   | Francia       | 79.50 | 66.00 | 83.75 | 163.25 |      |
| 16   | 23  | 12     | Ben Barclay        | Nuova Zelanda | 81.00 | 78.25 | 84.50 | 162.75 |      |
| 17   | 9   | 18     | Fabian Bösch       | Svizzera      | 81.00 | 80.75 | 22.50 | 161.75 |      |
| 18   | 21  | 10     | Finn Bilous        | Nuova Zelanda | 73.75 | 68.75 | 82.00 | 155.75 |      |
| 19   | 12  | 31     | Ferdinand Dahl     | Norvegia      | 12.00 | 72.50 | 77.50 | 150.00 |      |
| 20   | 18  | 13     | Max Moffatt        | Canada        | 83.00 | 64.00 | 61.00 | 147.00 |      |
| 21   | 29  | 19     | Daniel Bacher      | Austria       | 75.00 | 56.75 | 69.00 | 144.00 |      |
| 22   | 14  | 15     | Nick Goepper       | Stati Uniti   | 78.25 | 49.50 | 21.75 | 127.75 |      |
| 23   | 11  | 9      | Kim Gubser         | Svizzera      | 15.25 | 79.75 | 41.50 | 121.25 |      |
| 24   | 27  | 6      | Hugo Burvall       | Svezia        | 47.25 | 55.25 | 46.00 | 101.25 |      |
| 25   | 26  | 8      | Colin Wili         | Svizzera      | 77.50 | 18.75 | 20.75 | 98.25  |      |
| 26   | 1   | 5      | Matěj Švancer      | Austria       | 61.75 | 27.75 | 25.50 | 89.50  |      |
| 27   | 31  | 20     | He Jinbo           | Cina          | 45.25 | 36.75 | 49.00 | 85.75  |      |
| 28   | 22  | 28     | Thibault Magnin    | Spagna        | 41.25 | 21.75 | 38.50 | 79.75  |      |
| 29   | 28  | 11     | Simo Peltola       | Finlandia     | 49.75 | 41.75 | 72.00 | 72.00  |      |
| 30   | 16  | 27     | James Woods        | Regno Unito   | 27.50 | 26.50 | 32.25 | 59.75  |      |
| 31   | 10  | 23     | Teal Harle         | Canada        | 26.50 | 24.25 | 20.25 | 46.75  |      |

### Finale
| Pos.    | Bib | Ordine | Nome               | Nazione     | Run 1 | Run 2 | Run 3 | Totale |
| ------- | --- | ------ | ------------------ | ----------- | ----- | ----- | ----- | ------ |
| Oro     | 5   | 12     | Birk Ruud          | Norvegia    | 95.75 | 92.00 | 69.00 | 187.75 |
| Argento | 4   | 8      | Colby Stevenson    | Stati Uniti | 34.75 | 91.75 | 91.25 | 183.00 |
| Bronzo  | 19  | 9      | Henrik Harlaut     | Svezia      | 86.00 | 90.00 | 91.00 | 181.00 |
| 4       | 8   | 10     | Oliwer Magnusson   | Svezia      | 87.50 | 79.00 | 90.75 | 178.25 |
| 5       | 30  | 3      | Leonardo Donaggio  | Italia      | 91.00 | 81.00 | 17.25 | 172.00 |
| 6       | 25  | 4      | Javier Lliso       | Spagna      | 51.25 | 89.00 | 82.50 | 171.50 |
| 7       | 13  | 1      | Jesper Tjäder      | Svezia      | 77.25 | 78.25 | 92.00 | 170.25 |
| 8       | 3   | 11     | Alexander Hall     | Stati Uniti | 68.25 | 92.50 | 27.00 | 160.75 |
| 9       | 20  | 2      | Evan McEachran     | Canada      | 93.00 | 22.50 | 11.50 | 115.50 |
| 10      | 17  | 7      | Christian Nummedal | Norvegia    | 26.00 | 93.00 | 17.50 | 110.50 |
| 11      | 6   | 5      | Mac Forehand       | Stati Uniti | 60.75 | 19.50 | 42.00 | 80.25  |
| 12      | 24  | 6      | Tormod Frostad     | Norvegia    | 25.50 | 14.00 | 33.00 | 58.50  |